# Othoniel
Pour les articles homonymes, voir Othoniel (homonymie).
Othoniel Ben Kenaz ou Othniel (en hébreu: עתניאל בן קנז, dont le prénom signifie « lion de Dieu ») est un personnage du Livre des Juges, qui fait partie de la Bible. Il est le premier Juge d'Israël.

## Présentation
Il est membre de la tribu de Juda et son père Qenaz est le frère cadet de Caleb. Il devient le premier Juge d'Israël après la mort de Josué. Son histoire est racontée dans le Livre de Josué, puis dans le Livre des Juges (chapitres 1 et 3).

## Récit biblique
L'épouse de Othoniel est Akhsa, la fille de Caleb dont celui-ci offrait la main à quiconque conquerrait la ville de Kirjath-Sépher (ancien nom de la ville de Debir (sv)). C'est ainsi que Othoniel gagna par un acte de bravoure en dirigeant la conquête de la ville.
Plus tard, le texte biblique évoque l'éloignement des Israélites vis-à-vis de Dieu et comment ceux-ci s'unirent à des femmes cananéennes. Un roi de Mésopotamie, Kusham-Risheatayim, s'installe alors dans la région. Othoniel apparaît comme le sauveur suscité par Dieu. Il rassemble une armée et triomphe des envahisseurs. Il assure la paix en terre d'Israël pendant quarante ans.
Ehud succède à Othoniel comme juge d'Israël.